# 相图
相图（英語：Phase diagram），也称相态图、相平衡状态图，是用来表示相平衡系统的组成与一些参数（如温度、压力）之间关系的一种图。它在物理化学、矿物学和材料科学中具有很重要的地位。

## 概要

水的相圖

水的相图

简单的相图如水的 {\displaystyle p-T\,} 图（见右），从中可以很容易地读出水的三相点、临界点等信息。图中的分隔线称为“两相平衡线”，所划出的范围表示单相区（双变量系统），两个变量可以同时在一定范围内改变而无新相出现。
常见的二组分系统相图有压力-组成图、温度-组成图、蒸汽压-液相组成图、溶解度图（温度-组成）、低共熔混合物相图等。

## 外部連結
- Iron-Iron Carbide Phase Diagram Example
- How to build a phase diagram （页面存档备份，存于）
- Phase Changes: Phase Diagrams: Part 1 （页面存档备份，存于）
- Equilibrium Fe-C phase diagram

固态不互溶系统的相图（低共熔混合物）。

- Phase diagrams for lead free solders （页面存档备份，存于）
- DoITPoMS Phase Diagram Library
- DoITPoMS Teaching and Learning Package- "Phase Diagrams and Solidification" （页面存档备份，存于）